# Алкар (баскетбольный клуб)
«Алкар» (хорв. KK Alkar) — хорватский баскетбольный клуб из города Синь, основанный в 1955 году. Выступает в сильнейшей баскетбольной лиге Хорватии A1. Лучший результат в чемпионате страны был показан в сезоне 2013/2014, когда команда заняла 5 место по итогам сезона.

## История
Баскетбольный клуб в городе Синь был основан в 1955 году. До 1965 года носил название БК Текстилац (KK Tekstilac). В 1965 году был переименован в «БК Алкар». Алкарами называют участников знаменитого фольклорного фестиваля
Синьска алка, проводящегося ежегодно в Сине. В чемпионате Югославии по баскетболу выступал в низших лигах, самым крупным успехом клуба в югославский период стал выход в финал Кубка Югославии по баскетболу в сезоне 1983/1984, где Алкар уступил команде Босна из Сараево.
После восстановления независимости Хорватии и организации национального чемпионата первоначально выступал во второй по силе лиге A2. По итогам сезона 2002—2003 завоевал право выступать в лиге A1. Сезон 2009—2010 провёл в низшей лиге A2, но в этом же году завоевал право вернуться в высший дивизион.

## Результаты
Результаты в последних по времени сезонах:
| Сезон   | Лига | Регулярный | Раунд чемпионов | Плей-Офф |
| ------- | ---- | ---------- | --------------- | -------- |
| 2010-11 | А1   | 3          | 7               | нет      |
| 2011-12 | А1   | 6          | нет             | нет      |
| 2012-13 | А1   | 3          | 8               | нет      |
| 2013-14 | А1   | 4          | 5               | нет      |
| 2014-15 | А1   | 5          | 8               | нет      |